# Die Maränen
Die Maränen ist ein Märchen (AaTh 400, 518). Es steht in Ulrich Jahns Volksmärchen aus Pommern und Rügen an Stelle 54.

## Inhalt
Der König will Maränen essen, wie auf seinen Reisen. Vergeblich erklärt ihm der Fischer, dass sie nicht heimisch sind. Er fischt drei Tage bis zur Erschöpfung. Ein stattlicher Schiffer lässt ihn reichlich Maränen fangen im Tausch für das, was bei ihm daheim versteckt ist. Das ist dann sein Sohn. Er wächst beim König auf, erfährt erst nichts von dem Handel. Mit 14 muss er zum Teufel. Ein altes Männchen gibt ihm ein kleines Buch mit. Der Teufel trägt ihn durch die Luft, setzt ihn aber ab, als er das Buch nicht fallen lässt. Der Sohn macht einen Bannkreis und lässt den Teufel erst gehen, als er seinen Anspruch aufgibt. In der Wüste ist ein alter Mann in einem Hügel. Er darf bei ihm wohnen. Nur muss er beim Hinausgehen stets den Weg nach links nehmen. Zehn Jahre hält er sich daran, dann geht er doch rechts. Der Alte rät ihm nur, „fest“ zu bleiben. Er kommt zu einer Felskammer, wo jeder Wunsch nach Essen und Bett sich erfüllt. Nachts um elf kommen drei Kerle, hauen und schlachten ihn, er bleibt aber stumm. Die dritte Nacht rufen die Stimmen seiner Eltern nach ihm, doch er hält aus. Da sind Schloss und Prinzessin erlöst, sie heiraten. Einmal will er seine Eltern besuchen, ein fliegender Schimmel trägt ihn hin. Nur warnt ihn seine Frau, daheim weder gut noch schlecht von ihr zu reden. Seine Eltern erkennen ihn erst nicht. Der Fischer meldet es dem König. Dort äußert der Sohn, dass seine Soldaten größer, seine Frau zarter ist, und wird eingesperrt. Die Frau rettet ihn mit einem Heer. Dann gibt sie ihm Schlaftrunk und schreibt, er kann nicht eher heim, als einen Eisenstock und Eisenstiefel abnutzen. Auf seiner Wanderschaft streiten drei um einen schießenden Hut, Siebenmeilenstiefel und einen Tarnmantel. Die nimmt er ihnen ab, kommt zum Haus des Mondes, dann der Sonne, dann des Windes. Der Wind führt ihn heim und macht Sturm, dass Maurer zu tun haben. So arbeitet er im Gemach der Königin und haut in seinem Mantel versteckt den fremden Bräutigam, der flieht.

## Herkunft
Jahn gibt an: „Mündlich aus Quatzow, Kreis Schlawe.“ Vgl. Johann Wilhelm Wolfs Die eisernen Stiefel. Maränen brauchen tiefe Seen. Vgl. Jodocus Temmes Volkssagen von Pommern und Rügen, Nr. 75 Die Maränen im Madüesee. Der König „redet so klug oder so dumm, als er es versteht“, vgl. Jahns Nr. 49 Schmied Günther. Der Hut ist ein Dreispitz, wie in Bechsteins Des kleinen Hirten Glückstraum, dort auch Siebenmeilenstiefel. Tarnmäntel in Märchen ähneln Siegfrieds Tarnkappe. Zu Mond, Sonne und Wind vgl. Sonne, Mond und Sterne in Jahns Nr. 60 Der weiße Wolf. Die Königin nutzt zuletzt das Gleichnis vom wiedergefundenen Schlüssel, um ihren ersten Mann zu behalten, vgl. Grimms Die zwölf Jäger, Jahns Nr. 56 Die Königin von Siebenbürgen.
Jahns Anmerkungsteil zu seinen Märchen Nr. 54–57 ergänzt eine Variante aus „Puddenzig, Kreis Naugard“: Der Böse hilft einem armen Fischer für das in seinem Haus verborgene, wenn es 14 ist. Der Pastor begleitet Vater und Sohn mit Bibel in einem Kahn aufs Wasser. Da kommt der Teufel nicht hin, aber macht Sturm. Der Bub kommt allein in einen Wald, in ein Häuschen mit Tisch, Stuhl und Bett. Drei Schwarze werfen ihn herum, an die Decke, zerhacken ihn, die Jungfrau heilt ihn. Als er heim will, darf er dort nichts erzählen, tut es doch, die Frau wird ans Ende der Welt entrückt. Er soll Eisenschuhe ablaufen, kommt zu Räubern, klaut Siebenmeilenstiefel, Schießhut und Tarnmantel. Damit überrascht er seine Frau und besiegt einfallende Feinde. In „Marienfliess, Kreis Saazig“ wächst ein armer Junge bei einem Edelmann auf. Er verliert seinen Ball in einem Ellerbruch (Erlen-Sumpf), eine verwünschte Prinzessin gibt ihn ihm heraus. Um sie zu erlösen, soll er Barbier werden, ihre Befehle erwarten, ohne von ihr zu reden. Als eine ihn heiraten will, sagt er, seine Braut sei tausendmal schöner. Da ist sie tausendmal mehr verwünscht und fährt im Wagen fort. Er kommt in einen Wald mit einem blutigen Bach, drei Riesen streiten um Stiefel, Mantel und Flinte. Der Sturm weiß den Weg zum Berg mit der Prinzessin darin. Der Junge haut der Köchin unsichtbar den Suppenlöffel aus der Hand und zeigt sich seiner Braut.